# U.S. National Championships 1925
Gli U.S. National Championships 1925 (conosciuti oggi come US Open) sono stati la 45ª edizione degli U.S. National Championships e quarta prova stagionale dello Slam per il 1925. Tutti i tornei si sono disputati al West Side Tennis Club nel quartiere di Forest Hills di New York, tranne quello di doppio maschile, disputato al Longwood Cricket Club di Chestnut Hill, negli Stati Uniti.
Il singolare maschile è stato vinto dallo statunitense Bill Tilden, che si è imposto sul connazionale Bill Johnston in cinque set col punteggio di 4–6, 11–9, 6–3, 4–6, 6–3. Il singolare femminile è stato vinto dalla statunitense Helen Wills Moody, che ha battuto in finale in tre set la britannica Kathleen McKane Godfree. Nel doppio maschile si sono imposti Richard Norris Williams e Vincent Richards. Nel doppio femminile hanno trionfato Mary Browne e Helen Wills. Nel doppio misto la vittoria è andata a Kitty McKane, in coppia con Jack Hawkes.

## Seniors

### Singolare maschile
Bill Tilden ha battuto in finale  Bill Johnston con il punteggio di 4–6, 11–9, 6–3, 4–6, 6–3.

### Singolare femminile
Helen Wills Moody ha battuto in finale  Kathleen McKane Godfree con il punteggio di 3–6, 6–0, 6–2.

### Doppio maschile
Richard Norris Williams /  Vincent Richards hanno battuto in finale  Gerald Patterson /  John Hawkes con il punteggio di 6–2, 8–10, 6–4, 11–9.

### Doppio femminile
Mary Browne /  Helen Wills hanno battuto in finale  May Bundy /  Elizabeth Ryan con il punteggio di 6–4, 6–3.

### Doppio misto
Kitty McKane /  Jack Hawkes hanno battuto in finale  Ermintrude Harvey /  Vincent Richards con il punteggio di 6–2, 6–4.